# Diagnòstics assistits per ordinador

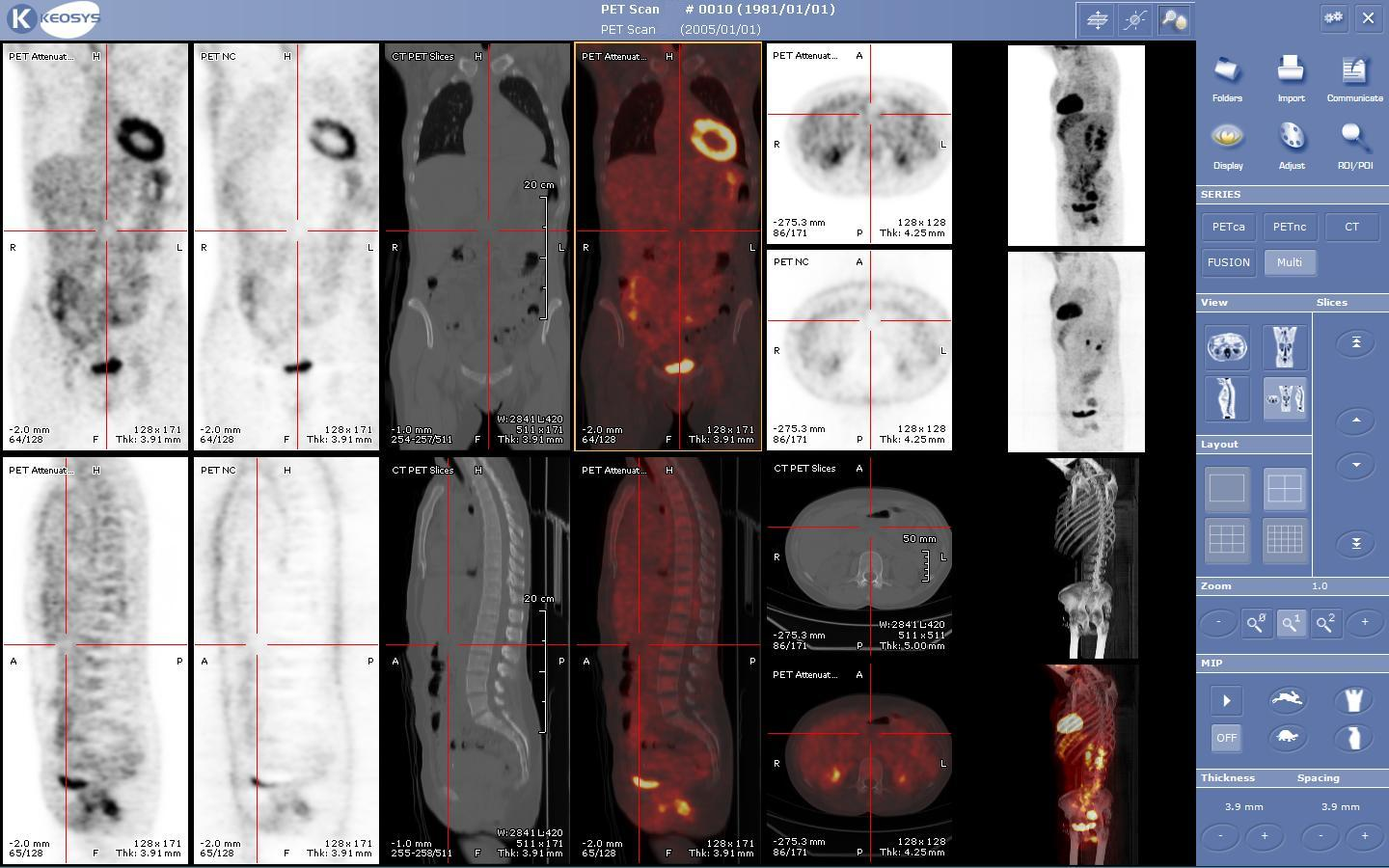
Interfície del Keosys, un dels softwares utilitzats en dispositius DAO

Els diagnòstics assistits per ordinador (DAO), en anglès Computer-aided diagnosis (CAD), són procediments mèdics que ajuden als doctors en la interpretació de continguts multimèdia obtinguts en proves a les que s'ha sotmès el pacient, com per exemple les imatges mèdiques. La idea dels diagnòstics assistits per ordinador no és la de donar un diagnòstic complet a partir de la font, sinó ajudar a l'encarregat de redactar-lo per aconseguir-ne un d'òptim.
Gràcies a aquesta tecnologia el doctor és capaç d'interpretar tota la informació visible, donat que les màquines processen la informació al complet i no se'ls escapen minucies que, per altra banda, se li escaparien a l'ull humà. Així doncs, ressaltant-los ajuden a l'especialista a tenir en compte tots els detalls.

## Resum
Els sistemes DAO són una tecnologia interdisciplinària avui dia encara molt jove, que combina la intel·ligència artificial, el processament digital de la imatge i la radiologia. El processament de la imatge basat en complexos sistemes de reconeixement de patrons fa possible que el doctor, generalment un radiòleg, pugui interpretar molt més fàcilment la informació continguda dins de la imatge mèdica.

## Com funciona
Els sistemes DAO utilitzen algorismes per a reconèixer patrons en dades de pacients que indiquen possibles anomalíes. De la mateixa manera que un clínic se l'ensenya a identificar anomalíes estudiant casos, els algorismes DAO se'ls entrena a reconèixer els patrons d'una primera base de dades finita amb anomalies i sense. Aquesta base de dades s'anomena "conjunt d'entrenament" (de l'anglès, training set).
 Un cop el sistema DAO s'ha adaptat (entrenat) ja està a punt per a utilitzar-se en nous pacients per a detectar patrons d'anomalíes semblants o descartar-los. Les classificacions de patrons de dispositius DAO pretén ser prou fiable i eficient per ajudar a l'especialista en la identificació i valoració d'aquestes. En general la fiabilitat dels dispositius s'estima per mitjà d'una base de dades diferent anomenada "conjunt de proves" (de l'anglès, test set).

## Metodologia
La metodologia dels sistemes DAO és, inevitablement, molt semblant a la d'un sistema de reconeixement de patrons estàndard: 

- Preprocessat

En aquest pas es corregeixen totes les imperfeccions de la imatge com el soroll i s'harmonitza la imatge en cas de patir diferències en nivells d'exposició en diferents punts.
- Segmentació

Amb l'ajut duna base de dades es busquen coincidències per a detectar estructures importants en la imatge i deixar-les definides com a regions que posteriorment s'analitzaran de manera individual.
- Estructuració/ROI(en anglès, Region of Interest, regió d'interès)
S'analitza cada una de les regions prèviament definides per a sostreure’n informació rellevant respecte a, per exemple:
  - Forma
  - Mida
  - Situació
  - Compacitat
  - Relació amb estructures pròximes

D'aquesta manera ens queden definides regions que podrien resultar interessants a per al nostre diagnòstic.
- Classificació i Avaluació

Per mitjà de diversos procediments s'analitzen les diferents regions que hem identificat prèviament com a rellevants. Cada un d'aquests procediments compta amb un llindar que la regió en qüestió ha de superar perquè sigui considerada interessant, de ser així, el mateix procediment la ressalta perquè no passi desapercebuda pel, generalment, radiòleg. Val a dir que és aquest últim qui s'encarregarà, finalment, de decidir què resulta rellevant per al diagnòstic i de descartar tot el que no ho sigui, de manera que aquella imatge ja no ressalti aquesta informació per a futures consultes.

## Aplicacions
Algunes de les aplicacions dels sistemes DAO, especialment quan ens referim a ells en el camp del processament d'imatge, són:
- Càncer de pulmó
- Càncer de mama
- Càncer colorectal
- Malaltia coronària
- Cardiopatia congènita
- Medicina nuclear

## Limitacions
Com en tota tecnologia, els sistemes DAO també tenen limitacions:

- No hi ha garantia de solució: Contràriament al pensament general, si el procediment funciona a la perfecció, no tenim un diagnòstic garantit. L'únic que garanteix és que tindrem una imatge amb les zones rellevants ressaltades en funció de com hagin treballat els algorismes, a partir d'aquí serà feina de l'especialista donar el diagnòstic.
- Manteniment de la base de dades: El major problema d'aquesta tecnologia és el manteniment de la base de dades. Els algorismes que han de detectar les regions d'interès necessiten consultar les bases de dades on s'introdueixen les relacions entre malalties, fet que provoca que l'espai necessari on guardar la informació creixi de manera exponencial arribant a nivells prohibitius de cost computacional.
- Cost elevat: Com en la majoria de tecnologies joves, el cost econòmic dels sistemes DAO és avui dia encara molt elevat.

### Fiabilitat
Els sistemes DAO no poden detectar, avui dia, el 100% de canvis patològics. La fiabilitat (taxa d'encerts) d'aquests pot arribar fins al 90% depenent del sistema i l'aplicació. Un encert incorrecte, entenent com a encerts incorrectes tots aquells punts que el sistema ha marcat com a importants i no ho són, es denomina fals positiu (FP), de manera que com menys FPs tinguem, més específic és el procediment.